# Bouillon (Jullouville)
Pour les articles homonymes, voir Bouillon.
Bouillon est une ancienne commune française du département de la Manche et de la région Normandie. Elle s'associe en 1973 à Saint-Michel-des-Loups, Saint-Pair-sur-Mer et Carolles, formant ainsi la commune de Jullouville.
Seule Saint-Michel-des-Loups est restée en compagnie de Bouillon dans l'association. L'ancienne commune, dont l'ancien hameau principal est parfois appelé le Hamel de Bouillon, était également composée des lieux-dits Lézeaux, le Hamel et le Village de Groussey. La station balnéaire, créée par Armand Jullou en 1882 et qui a donné son nom à la nouvelle commune, en faisait également partie.

## Situation géographique
Le Hamel de Bouillon se situe au nord de la commune de Jullouville, limitrophe avec la mare de Bouillon appartenant au conservatoire du littoral depuis 2012, plus grand point d'eau de l'Avranchin.

## Toponymie

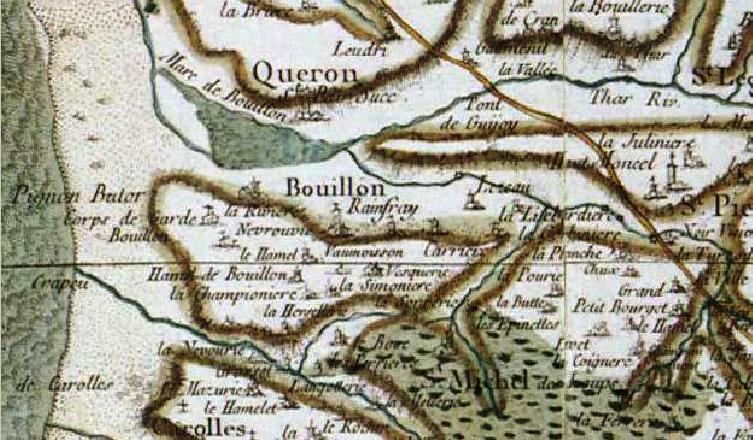
Carte de « Bouillon » selon Cassini.

Attesté sous les formes Boilon vers 1060 et 1113, Buillun en 1154, Boillun en 1162, Boillon en 1218.
Le nom de Bouillon proviendrait du terme roman bouillon, « ruisseau » (présence d’une mare entre la lande et la mer née du Thar), de l'ancien français bouillon (formé sur le latin bullire « bouillir ») signifiant « bouillonnement d'eau », « tourbillon ». D'où : « le tourbillon » ou d'un nom de personne gallo-roman, Bullius.

## Histoire
Bouillon est un village bordé par une mare sur la lande de Beuvais, du latin bi via du nom de la bifurcation de la voie romaine entre Coutances et Rennes l’une partant vers Avranches, l’autre vers Genêts et Saint-Michel-des-Loups. Le menhir de Vaumoisson atteste la présence humaine et du culte druidique dans la région. Plus tard, les villages appartenaient à l’abbaye du Mont-Saint-Michel.
En 1882, Armand Jullou, homme d'affaires d'Avranches qui a acquis de la municipalité de Bouillon 40 ha de plaines dunaires — les mielles —, entreprend la construction d'une station balnéaire à partir d'un plan inspiré de Cabourg.

### Grandes dates de l'histoire de Bouillon
- 1874 : Armand Jullou devient conseiller municipal à Saint-Michel-des-Loups.
- 1882 : Décision de construction par Armand Jullou de la station balnéaire. Il planta des résineux, en précisa les plans, des avenues rectilignes partant du casino et une promenade de bord de mer.
- 1891 : Vente des biens de Armand Jullou par adjudication.
- 1894-1994 : Création de l'« Association des Propriétaires de Jullouville ».
- 1908-1935 : Création d'un train côtier reliant Granville à Sourdeval s'arrêtant en gare de Jullouville.
- 1931 : La SNSM est créée à Bouillon.
- 1944 : Libération de Bouillon par la 6e division blindée.
- 1951 : Acquisition du nom de « Bouillon-Jullouville » pour la commune.
- 1973 : Association de Bouillon avec Saint-Michel-des-Loups, Saint-Pair-sur-Mer et Carolles. Elle prit le nom de Jullouville.
- 1976 : Inauguration de l'hôtel de ville.
- 1977 : Séparation de Saint-Pair-sur-Mer avec la commune de Jullouville.
- 1999 : Séparation de Carolles avec la commune de Jullouville.

## Lieux et monuments
- Le menhir de Vaumoisson, parfois appelé le menhir de Bouillon et baptisé par les habitants « la Pierre au Diable ».
- Le célèbre pommier centenaire de la tour du clocher de l'église Saint-Jean-Baptiste qui ne passe pas inaperçu.
- La mare de Bouillon, domaine privé interdit au public.
- Le château de la Mare ou château de Bouillon, ancienne propriété de Maurice Dior et ancien camp de vacances appartenant à la ville de Saint-Ouen, mais aussi ancienne résidence du général Dwight D. Eisenhower.
- Le manoir du Rainfray.
- L’église Saint-Jean-Baptiste du XIIIe siècle.
- La Lande de Bévert. Anciennement bois et/ou forêt de Beuvais[note 1], elle fut partagée au XIXe siècle entre Angey, Bouillon, Carolles, Champeaux et Saint-Michel-des-Loups. En 1172, une convention fut signée entre l'abbé du Mont-Saint-Michel représentant les moines propriétaires de la Lande et Guillaume de Saint-Jean, à la suite de l'utilisation abusive des arbres de la forêt de Beuvais par Thomas, seigneur de Saint-Jean pour la construction de son château. En 1779, c'est la famille de Polignac qui voulut s'octroyer la concession de la lande. La Révolution et l'émigration de la famille mit fin à la contestation[7].

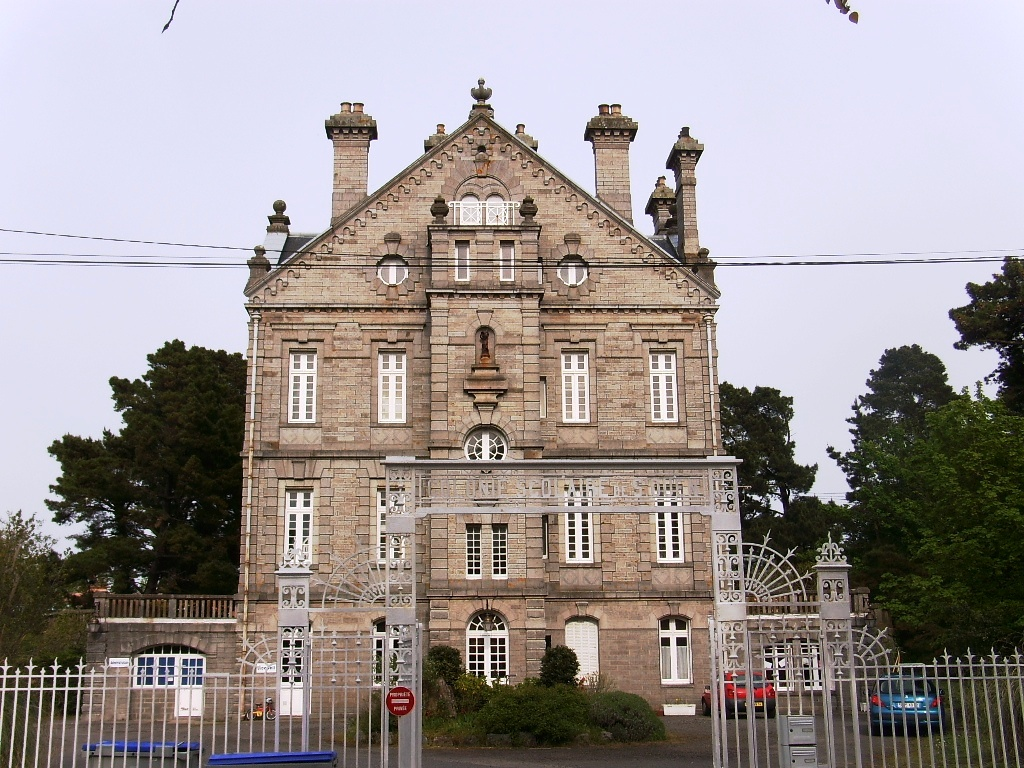
Le château de la Mare.
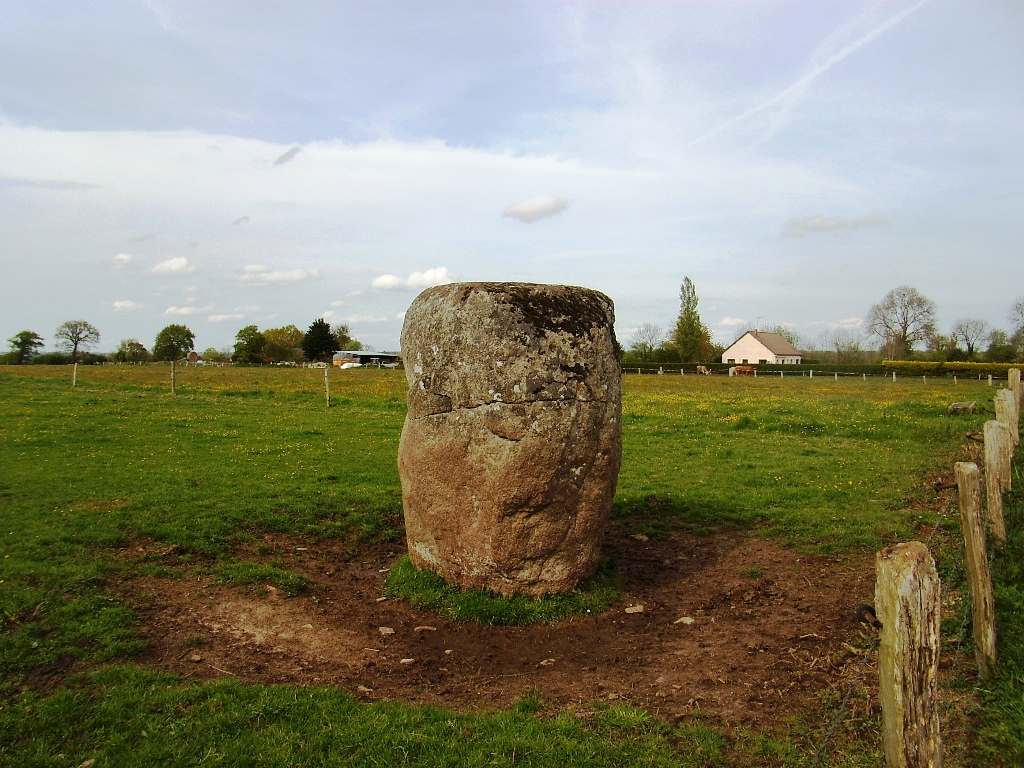
Le menhir de Vaumoisson dit « la Pierre du Diable ».
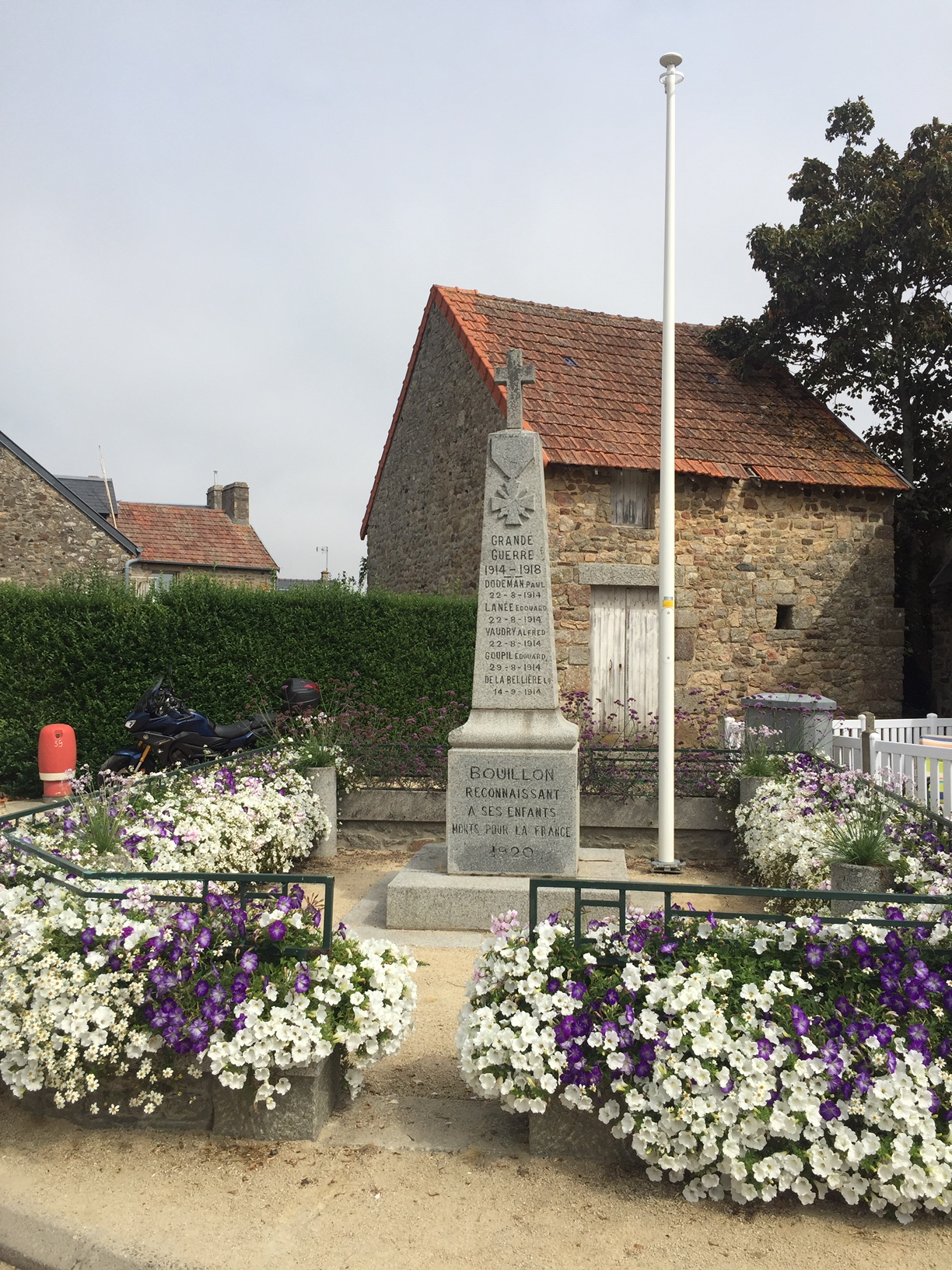
Le monument aux morts.